# 베어 머신
컴퓨터 과학에서 베어 머신(bare machine) 또는 베어 메탈(bare metal)은 운영 체제를 간섭하지 않고 논리 하드웨어에 직접 명령을 실행하는 컴퓨터를 의미한다. 현대의 운영 체제는 초기 단계에서부터 오늘날의 복잡하고 고도로 민감한, 수많은 서비스가 연동되는 시스템에 이르기까지 여러 단계로 발전하였다. 프로그래밍 가능한 컴퓨터의 개발 이후(각기 다른 프로그램을 실행하기 위해 물리적인 변경이 필요하지 않음), 그러나 운영 체제가 개발이 되기 전까지 시스템 소프트웨어 계층 없이 기계어를 사용하여 일련의 명령이 컴퓨터 하드웨어 직접 실행되었다. 이러한 접근 방식은 현대의 운영 체제의 "베어 머신"적 선구자로 불리게 된다. 오늘날 시간에 민감한 레이턴시 요건을 갖춘 임베디드 시스템과 펌웨어에 대부분 적용이 가능하며 ,전통적인 프로그램들은 운영 체제 위에 오버레이되는 런타임 시스템에 의해 실행된다.

## 같이 보기
- 베어본 컴퓨터

## 참고 문헌
- Silberschatz, A.; Galvin, Peter; Gagne, Greg (2003). 《Operating System Concepts》.